# يندلي ميلر غاريسون
يندلي ميلر غاريسون هو محامي وسياسي أمريكي، ولد في 28 نوفمبر 1864 في كامدن في الولايات المتحدة، وتوفي في 19 أكتوبر 1932 في سي برايت في الولايات المتحدة. نشط حزبياً في الحزب الديمقراطي. وقد انتخب وزير حرب الولايات المتحدة.